# Kuntheria pedunculata
Kuntheria pedunculata är en tidlöseväxtart som först beskrevs av Ferdinand von Mueller, och fick sitt nu gällande namn av John Godfrey Conran och Clifford. Kuntheria pedunculata ingår i släktet Kuntheria och familjen tidlöseväxter. Inga underarter finns listade i Catalogue of Life.